# Влазнія (Пожеран)
ФК «Влазнія» Пожеран (алб. Klubi Futbollistik Vllaznia Pozheran) — косовський футбольний клуб з Пожерана, заснований у 1973 році. Виступає у Чемпіонаті Косова. Домашні матчі приймає на стадіоні Ібрагіма Куртеші.